# Najma Heptulla
Najma Heptulla, née le 13 avril 1940 à Bhopal en Inde, est une politicienne, haute fonctionnaire, militante sociale et écrivaine indienne. Elle est membre du Parti du Congrès pendant plus de quarante ans, proche d’Indira Gandhi et de Rajiv Gandhi, elle siège au Rajya Sabha de 1980 à 2016, dont elle est vice-présidente durant dix-sept ans.
Elle rejoint le Bharatiya Janata Party en 2004 et devient ministre des Affaires des minorités de 2014 à 2016, avant d’exercer la fonction de gouverneure du Manipur de 2016 à 2021.
Première femme chancelière de l’université Jamia Millia Islamia (en), elle est reconnue pour son engagement en faveur de l’autonomisation des femmes et sa participation à des instances parlementaires internationales.

## Biographie

### Origines, enfance et éducation
Najma Heptulla naît sous le nom de Sayyida Najma bint Yusuf le 13 avril 1940 à Bhopal, alors État princier, aujourd’hui situé dans le Madhya Pradesh,.  
Ses parents sont Sayyid Yusuf bin Ali Aihashmi et Sayyida Fatima bint Mahmood. Elle est l’arrière-petite-nièce d’Abdul Kalam Azad,. Elle appartient à la communauté Dawoodi Bohras, de confession chiite ismaélienne, d’origine gujaratie, avec des ascendances arabes, ses racines familiales remontant à la fois à la péninsule Arabique et à l’État du Gujarat. 
Najma Heptulla passe son enfance dans un environnement privilégié, où elle fréquente les vergers familiaux et pratique diverses activités telles que la broderie, le tricot et la cuisine. Elle envisage de suivre des études de médecine, mais y renonce en raison de son jeune âge et de l’opposition de sa famille. 
Elle effectue sa scolarité au Motilal Vigyan Mahavidyalaya de Bhopal, puis obtient une maîtrise et en 1960, un doctorat en zoologie de l'Université de Denver, spécialité anatomie cardiaque, à l’université Vikram d’Ujjain,. Elle est la seule femme de sa promotion en licence de sciences et obtient la médaille d’or lors de son doctorat. 

### Carrière politique

#### Parcours au Congrès
Membre du cercle rapproché d’Indira Gandhi, Najma Heptulla entretient des liens privilégiés avec son fils Rajiv Gandhi. En 1980, inspirée par Indira Gandhi, elle rejoint la faction du Parti du Congrès dirigée par celle-ci et est élue la même année au Rajya Sabha pour l’État du Maharashtra, mandat qu’elle renouvelle à plusieurs reprises entre 1986 et 2012. Elle occupe également les fonctions de secrétaire générale du parti de 1986 à 1987 et de porte-parole à deux reprises (1986–1987 et 1998).
En janvier 1985, elle est élue vice-présidente du Rajya Sabha, poste qu’elle conserve jusqu’en 1986, puis de 1988 à juillet 2004,, établissant un record de longévité à cette fonction avec 17 années de mandat. Elle est la seule personnalité à être élue quatre fois à ce poste dans l’histoire parlementaire indienne. 
De 1995 à 1999, elle siège au Comité exécutif de l’Union interparlementaire, qu’elle préside de 1999 à 2002. Elle est reconnue pour sa capacité à maintenir un équilibre entre des positions partisanes divergentes dans la gestion des travaux du Rajya Sabha.

#### Passage au Bharatiya Janata Party
À partir de 1999, elle se rapproche du Bharatiya Janata Party (BJP) et, en 2000, devient présidente du Conseil indien pour les relations culturelles. En juin 2004, après plus de quarante ans au sein du Congrès, elle le quitte officiellement en raison de tensions avec Sonia Gandhi,, rejoint le BJP et obtient un siège au Rajya Sabha pour le Rajasthan.
En 2007, la coalition Alliance démocratique nationale menée par le BJP la présente comme candidate à la vice-présidence de l’Inde, mais elle perd face à Hamid Ansari (en)avec un écart de 233 voix. Sous la présidence de Nitin Gadkari, elle devient l’une des 13 vice-présidentes du BJP en 2010, puis, sous Rajnath Singh, elle est nommée membre du comité exécutif national En 2012, elle est élue au Rajya Sabha pour le Madhya Pradesh et entre en fonction le 24 avril,.

#### Ministre des Affaires des minorités

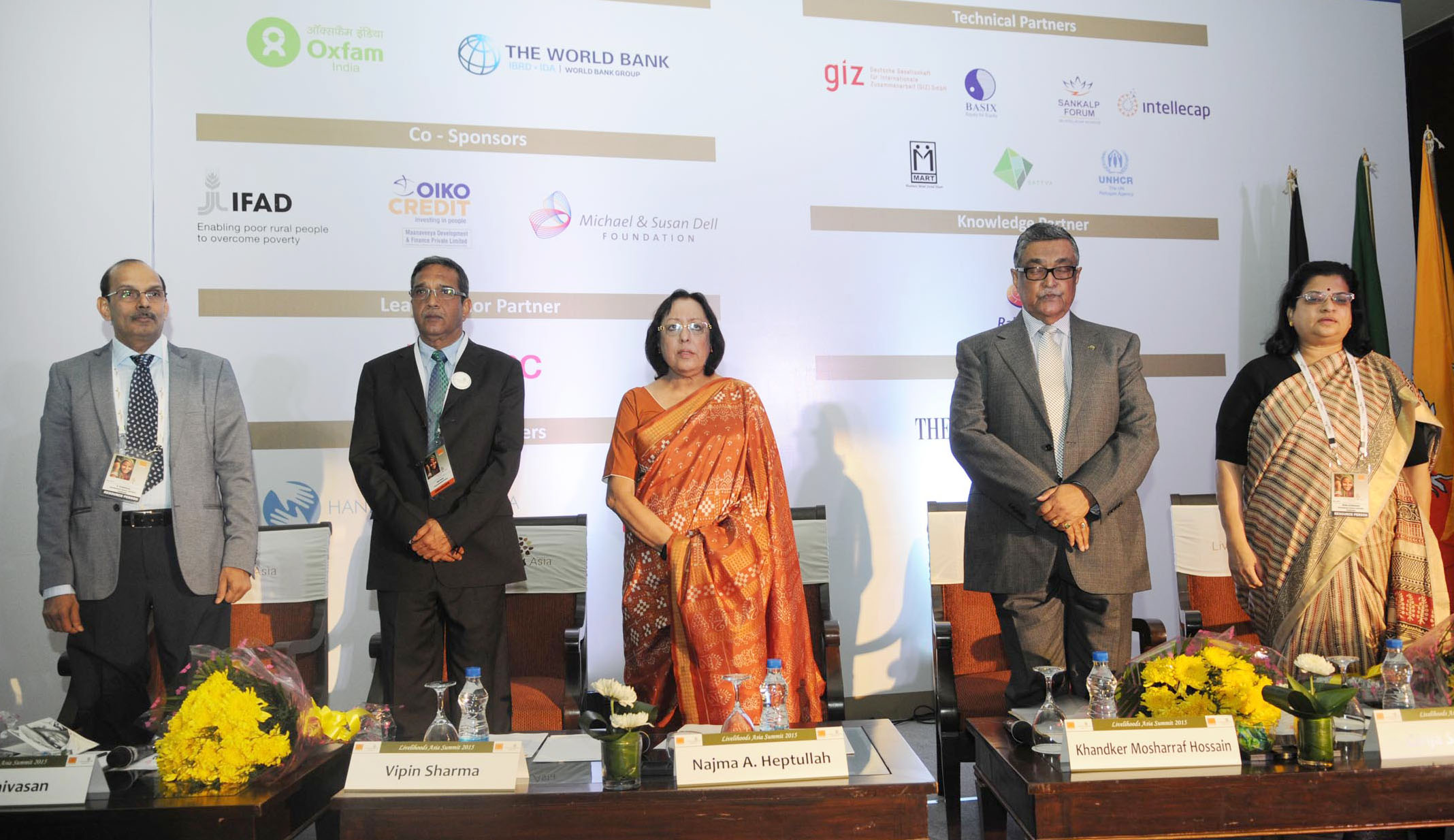
Najma Heptulla au sommet Livelihoods Asia 2015 à New Delhi.

Après la victoire du BJP aux élections législatives de 2014, elle est nommée ministre des Affaires des minorités dans le gouvernement de Narendra Modi,. Durant son mandat, elle lance plusieurs programmes pour les communautés minoritaires, dont Nai Manzil, ainsi que Seekho Aur Kamao, USTTAD et Hamari Dharohar. Elle crée aussi le portail Nai Udan et renforce le suivi des centres de formation de la Maulana Azad National Academy for Skills. Elle affirme alors que les minorités doivent bénéficier de conditions équitables, sans recourir à la discrimination positive, et qu’« on ne rejoint pas un parti politique pour protéger sa religion, mais pour ses programmes ». 

#### Gouverneure du Manipur et chancelière de la Jamia Millia

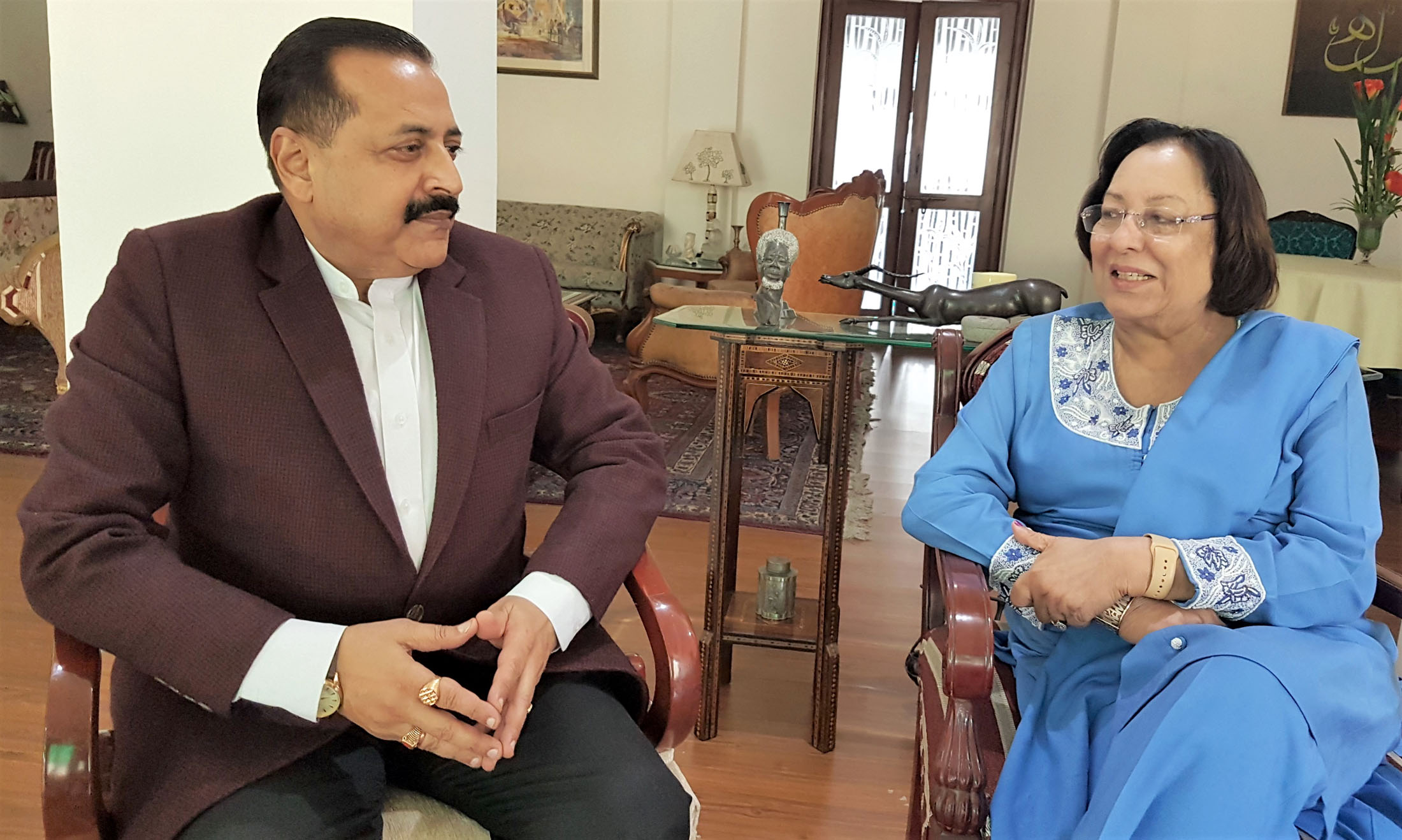
Jitendra Singh rendant visite à la gouverneure du Manipur, Najma Heptulla, à New Delhi en janvier 2017.

Le 12 juillet 2016, elle démissionne du gouvernement et de son siège au Rajya Sabha, officiellement en raison de la limite non officielle de 75 ans appliquée aux ministres. Elle est aussitôt nommée gouverneure du Manipur, nomination perçue comme une récompense pour sa loyauté. Durant son mandat (2016–2021), elle affirme œuvrer à apaiser les tensions et à rétablir la stabilité dans l’État,, notamment en engageant des discussions avec les communautés Kuki et Meitei et en exprimant son souhait de voir la paix rétablie. 
Elle mène des missions diplomatiques dès sa carrière parlementaire, notamment l’organisation de la visite d’Indira Gandhi en Arabie saoudite en 1982, qui contribue à renforcer les relations bilatérales et à établir un approvisionnement régulier en pétrole brut, ainsi qu’un déplacement en 1990 en Jordanie pour rencontrer le roi Hussein pendant la guerre du Golfe. 
En mai 2017, elle est élue à l’unanimité chancelière (Amir-e-Jamia) de la Jamia Millia Islamia pour un mandat de cinq ans, devenant la première femme à occuper ce poste depuis la fondation de l’université en 1920. 

### Actions en faveur des femmes
Najma Heptulla est reconnue pour son engagement en faveur de l’autonomisation des femmes. Elle préside en 1992 la Conférence des femmes parlementaires de l’Association parlementaire du Commonwealth à New Delhi, participe à la Quatrième Conférence mondiale sur les femmes à Pékin en 1995 et dirige en 1997 la délégation indienne à la Commission de la condition de la femme des Nations unies,.
En 1993, elle préside le groupe des femmes parlementaires de l’Union interparlementaire, fonde le Forum des parlementaires pour le développement humain et est invitée la même année à la Conférence internationale sur le leadership féminin de l’université Harvard. Elle dirige ensuite l’Union interparlementaire de 1999 à 2002 et est nommée ambassadrice pour le développement humain par le Programme des Nations unies pour le développement.
Elle est l’autrice ou l’éditrice de plusieurs ouvrages, parmi lesquels India’s Progress in Science and Technology: Continuity and Change (1986), Indo-West Asian Relations: The Nehru Era (1991), et Reforms for Women: Future Options (1992). En 2024, elle publie ses mémoires, In Pursuit of Democracy: Beyond Party Lines, dans lesquelles elle retrace son parcours politique et met en lumière la place des femmes dans la vie publique indienne,.

### Vie privée
Najma Heptulla épouse Akbar Ali Akhtar Heptulla et le couple a trois filles. Son mari, consultant en ressources humaines, a participé à la création du journal Patriot dans les années 1960. Il meurt le 4 septembre 2007 à New Delhi, à l’âge de 75 ans.
En 2024, elle vit à Chicago avec une de ses filles.

## Publications
- (en) Najma Heptulla, India's Progress in Science and Technology : Continuity and Change, l'Université du Michigan, Oxford & IBH Publishing Company, 1986, 117 p. (ISBN 9788120401839)
- (en) Najma Heptulla, Indo-West Asian Relations : The Nehru Era, Allied Publishers, 1991, 345 p. (ISBN 9788170233404)
- (en) Najma Heptulla, Reforms for Women : : Future Options, New Delhi, Oxford & IBH Publishing, 1991, 326 p.
- (en) Najma Heptulla, Democracy-the Global Perspectives : Selected Statements and Speeches, Rajya Sabha, 2004, 250 p.
- (en) Najma Heptulla, Impressions, Rupa & Company, 2010, 108 p. (ISBN 9788129115782)
- (en) Najma Heptulla, In Pursuit of Democracy : Beyond Party Lines, Rupa Publications India Pvt. Limited, 2024, 238 p. (ISBN 9789361569371)